# Dieter Zetsche
Dieter Zetsche né le 5 mai 1953 à Istanbul, Turquie, est un homme d'affaires allemand, ancien président de Daimler, ingénieur de formation. 
Entré dans l'entreprise Daimler en 1976, il y gravit tous les échelons pour en 2006 être nommé PDG du groupe américain Chrysler (fusionné de 1998 à 2007 à  Daimler-Benz) puis Daimler (fabricant des voitures Mercedes-Benz, considéré comme leader mondial pour la voiture haut de gamme et les camions) . 
Il a redressé le groupe américain qui était en grande difficulté ; on lui attribue aussi l'engagement de profonds changements dans l'entreprise Mercedes-Benz, visant à sortir d'une spirale de baisse de qualité de ses produits et par suite de baisse de satisfaction de ses clients. À la suite des révélations du scandale Volkswagen, il a du gérer pour le compte de son entreprise le scandale du "dieselgate".
Son successeur annoncé (pour 2019) est un Suédois (Ola Källenius) alors directeur de la recherche dans l'entreprise et âgé de 49 ans, qui devrait réorienter le groupe vers la mobilité électrique.

## Éléments de biographie

### Enfance et éducation
Dieter Zetsche est né le 5 mai 1953 à Istanbul, son père, Herbert Zetsche, étant alors ingénieur civil temporairement en mission en Turquie pour un projet de construction de barrage. 
La famille retournera en Allemagne de l'Ouest trois ans plus tard, en 1956. 

Dieter Zetsche a étudié à Oberursel (près de Francfort-sur-le-Main) avant de poursuivre des études d'électrotechnique de 1971 à 1976 à l'université de Karlsruhe où il obtient son diplôme d'ingénieur. Il a ensuite approfondi son cursus avec un doctorat en ingénierie obtenu en 1982 à l'université de Paderborn.
Depuis 2010, il vit à Lierna sur le lac de Côme, où il a acheté une villa.

### Carrière professionnelle
Dieter Zetsche est connu des médias allemands et du public parmi ses pairs industriels et grands chefs d'entreprises par sa grosse moustache blanche et ses lunettes rondes ;  il est réputé à la fois dur et souple, capable de « présenter les nouvelles Mercedes en jeans et baskets, et sans cravate » mais aussi de négocier durement les affaires.
Chez Daimler : En 1976, Zetsche est embauché au département de R&D de Daimler-Benz. 

En 1981 il devient directeur adjoint chargé du développement du département Véhicules où il s'intéresse notamment à la voiture intelligente (dans un article publié par Scientific American en 1995 il prédit des voitures autonomes qui voient, entendent et communiquent entre elles), puis en 1998 devient membre du conseil d’administration de Daimler Chrysler, puis président et chef de la direction du groupe Chrysler (de la mi-2000 au 31 décembre 2005, où il a crédité les opérations américaines de DCX).
Le 1er janvier 2006, il a remplace Jürgen Schrempp comme président de DaimlerChrysler (aujourd'hui devenu Daimler AG), succédant aussi à Thomas W. LaSorda au poste de PDG du groupe Chrysler. En 2006, au prix d'une restructuration très dure (26 000 emplois supprimés et six usines fermées) il relance le constructeur américain qui après une série de succès (« entreprise de l'année » en 1996 aux États-Unis) chute en quelques années pour atteindre un déficit d'environ 5 milliards de dollars ; Dieter a été classé dans la liste des 100 personnes les plus influentes de Time Magazine en 2006 et il est réputé avoir été le principal partisan et artisan de la scission de Daimler d'avec Chrysler, rupture effective en 2007, qui a abouti à la création de Daimler AG. 
En raison des faibles bénéfices de 2012 et de 2013, de la faiblesse des ventes en Chine et des tensions avec les puissants représentants syndicaux allemands en place chez Daimler, son contrat n’a été renouvelé que pour trois ans au lieu des cinq prévus. En 2014 il a néanmoins reçu 14,4 millions d'euros de salaire et de primes, ce qui en fait le second employé le mieux payé de toutes les entreprises allemandes cotées en bourse. 

L'année 2015 est une année record pour les ventes de voitures de l'entreprise, et pour ses bénéfices ; son contrat est alors prolongé jusqu'en 2019.
À l'automne 2018 (le 26 septembre) il est annoncé que Zetsche quittera son poste de PDG de la société en mai 2019 pour devenir président du conseil de surveillance de Daimler en 2021.

### Fin de carrière
En 2021, à la suite de sa mise en retraite de PDG, et après une période obligatoire de deux ans passé hors de l'entreprise, D. Zetsche devrait présider le conseil de surveillance du groupe, prenant la place de l'industriel allemand Manfred Bischoff (ancien président d'EADS).

## Autres activités

### Conseils d'administration d'entreprises
- Deutsche Bank, où il est membre du conseil consultatif (pour l'Europe, depuis 2006)[10]
- RWE, membre du conseil de surveillance (de 2009 à 2016)

### Lobbys et organisations à but non lucratif
- Prix du futur allemand (Deutscher Zukunftspreis), membre du conseil d'administration[11]
- Association allemande de l'industrie automobile (VDA), vice-président du conseil d'administration[12]
- Association des constructeurs européens d'automobiles (ACEA), membre du conseil d'administration[13]
- École européenne de gestion et de technologie (ESMT), président du conseil d'administration[14] et président du conseil consultatif international
- Baden-Badener Unternehmer-Gespräche (BBUG), membre du conseil d'administration[15]
- Brookings Institution, membre du Conseil consultatif international[16]
- Stifterverband für die Deutsche Wissenschaft, membre du conseil d'administration[17]
- Turquie ; Initiative pour la culture du changement (TCCI pour « Turkey: Culture of Change Initiative (TCCI) »), membre du conseil consultatif [18]

## Marques de reconnaissance
- Il a été nommé « entrepreneur de l'année » en 2008 (par les médias allemands du secteur de la Finance)[19]

## Controverses
- Zetsche fait l’objet d’une enquête pour homicide involontaire après qu'un ingénieur de 27 ans soit mort dans un accident causé par un stagiaire sur l’une des pistes d’essais de l’entreprise. Le journal Stuttgarter Zeitung a fait savoir que les parents de cet ingénieur estimaient que l'entreprise n'aurait pas dû mettre un stagiaire au volant d'une voiture rapide et puissante sur une piste d'essai. Il a ensuite été généralement convenu que les procureurs avaient outrepassé leur autorité en matière de poursuites pour ce qui est de la responsabilité de Zetsche, car il n’était aucunement responsable de la réglementation des activités des stagiaires[20].
- Dans le cadre du Dieselgate qui a éclaté en 2015, Daimler a d'abord été épargné, puis a fait l’objet d’une enquête du parquet de Stuttgart avant que les autorités allemandes évoquent à leur tours des soupçons puis confirment une fraude (mi-mai 2018)[21]). Le 24 mai 2018 l’autorité allemande de contrôle des véhicules à moteur ordonne le rappel obligatoire de 23 000 camionnettes Vito, où il a officiellement confirmé la présence d'un procédé illégal désactivant le dispositif antipollution hors des situations de tests.
Dieter Zetsche est alors plusieurs fois convoqué par le ministre des Transports pour clarifier l'éventuelle responsabilité de Daimler dans le dieselgate en Allemagne ; Daimler est soupçonnée d'avoir, comme Volkswagen et d'autres, faussé les résultats des tests antipollution faits sur certains de ses véhicules diesel via un logiciel malveillant[22]. Selon le journal Der Spiegel, Andreas Scheuer a menacé Dieter Zetsche d'une amende de 5 000 euros par voiture truquée, soit jusqu'à 3,75 milliards d'euros ou 5 milliards d'euros dans l'hypothèse où 1 million de véhicules auraient été équipées du logiciel truqués). Mi-2018, le groupe continue de nier, mais l'agence fédérale allemande de l'automobile (KBA) estime que Daimler est coupable de fraude[22]. Selon le porte-parole de Daimler, le groupe « coopérait pleinement et en totale transparence avec la KBA et le ministère fédéral des Transports. »[22]. Daimler qui a annoncé son intention de se défendre en justice contre le KBA selon un porte-parole du groupe, a obtenu un délai de deux semaines pour s’expliquer sur ces irrégularités.
Finalement, les autorités allemandes ont ordonné le rappel immédiat en Europe de 774 000 véhicules beaucoup plus polluants qu'annoncé par le fabricant et capables de tromper les tests ((principalement les fourgons Mercedes Vito et les SUV de ses emblématiques classes GLC et C, dont 238 000 exemplaires circulent en Allemagne)[23]. Et « Daimler a indiqué qu’il allait procéder aussi vite que possible, en collaboration transparente avec les autorités pour s’assurer que les systèmes de mesures rejetés par le gouvernement soient supprimés » a précisé Andreas Scheuer après avoir rencontré Dieter Zetsche.